# Darrell Griffith
Darrell Steven Griffith (ur. 16 czerwca 1958 w Louisville) – amerykański koszykarz, obrońca, debiutant roku NBA.
Dwukrotnie przewodził NBA w liczbie celnych rzutów za 3 punkty, uzyskanych w trakcie całego sezonu regularnego (1984, 1985).

## Osiągnięcia

### NCAA
- Mistrz NCAA (1980)[3]
- Most Outstanding Player (MOP=MVP) turnieju NCAA (1980)[4]
- Zawodnik roku:
  - NCAA:
    - im. Johna R. Woodena (1980)[5]
    - według Sporting News (1980)[6]

  - konferencji Metro (1980)
- MVP turnieju konferencji Metro (1980)
- Wybrany do:
  - I składu:
    - All-American (1980)[7]
    - turnieju NCAA (1980)[8]
    - konferencji Metro (1978–1980)

  - Akademickiej Galerii Sław Koszykówki (2014)[9]

### NBA
- Debiutant roku NBA (1981)[1]
- Wybrany do I składu debiutantów NBA (1981)[10]
- Lider:
  - sezonu regularnego w skuteczności rzutów za 3 punkty (1984)[11]
  - play-off w skuteczności rzutów za 3 punkty (1990)[12]
- Zawodnik tygodnia NBA (10.03.1985)[13]
- Klub Utah Jazz zastrzegł należący do niego w numer 35[14]
- 2-krotny uczestnik konkursu wsadów podczas NBA All-Star Weekend (1984, 1985)[15]

### Reprezentacja
- Mistrz Uniwersjady (1977)[16]